# راي جارفيس (لاعب كرة قاعدة)
راي جارفيس (بالإنجليزية: Ray Jarvis) هو لاعب كرة قاعدة أمريكي، ولد في 10 مايو 1946 في بروفيدنس في الولايات المتحدة.

## وصلات خارجية
- راي جارفيس على موقعبيزبول رفرنس.كوم (الدوري الرئيسي) (الإنجليزية)
- راي جارفيس على موقع مشجعي الرسوم البيانية (الإنجليزية)